# Calophasia atrivestis
Calophasia atrivestis är en fjärilsart som beskrevs av Franz Dannehl 1926. Calophasia atrivestis ingår i släktet Calophasia och familjen nattflyn. Inga underarter finns listade i Catalogue of Life.